# 巾山塔群
巾山塔群是一组位于中华人民共和国浙江省台州临海市的文物保护单位，由千佛塔、巾山东大塔和南山殿塔三座古塔组成，有时还包括巾山西小塔。这四座古塔均坐落于该市巾山上。巾山又称巾子山，位于临海城区东南角，三面临街，一面临江，因形似帢帻（古人连着头巾的帽子）而得名。巾山塔群被誉为“台州府城的标志”、“台州城标”。1994年10月，中国中央电视台国际部到临海拍摄《正大综艺》外景，巾山塔群就是拍摄对象之一。

## 各塔概况
千佛塔位于巾山西麓的龙兴寺内，最初建于唐天宝三年（744年），现存塔身则是于元大德三年（1299年）二月重建的。是中国为数不多的砖木楼阁式元代多宝塔之一，为临海的地标性建筑之一，也是临海现存最高大的古塔。是一座砖木结构楼阁式塔，高28.66米。
巾山东大塔位于巾山东峰，始建于北宋，明正德年间塔外木构部分遭火灾烧毁，清咸丰年间与西塔一同完全毁坏。至于现在的塔，则为时任台州知府刘璈于清同治四年（1865年）倡议重建，为六面五层的楼阁式砖塔。
南山殿塔位于巾山西南坡天宁寺南山殿前，是为了纪念唐朝名将张巡而建的。和巾山东大塔一样，南山殿塔为六面五层的楼阁式砖塔。曾受雷击。

## 文物保护情况
1983年4月15日，巾山东大塔、南山殿塔、巾山西小塔组成的“巾山群塔”成为临海县文物保护单位。1989年12月12日，千佛塔成为第三批浙江省文物保护单位。2005年3月16日，第五批浙江省文物保护单位中，巾山东大塔、南山殿塔与千佛塔合并为巾山塔群。2013年5月3日，千佛塔被公布为第七批全国重点文物保护单位，此时另外两塔仍为浙江省文物保护单位。2019年10月16日，在第八批全国重点文物保护单位中，巾山东大塔和南山殿塔与千佛塔合并，复为巾山塔群，与之前浙江省文物保护单位时期一致。
需要注意的是，提及巾山塔群时，可能还包括巾山西小塔（小文峰塔）。巾山西小塔曾和巾山东大塔、南山殿塔一同于1983年公布为临海县文物保护单位，但在浙江省文物保护单位和全国重点文物保护单位“巾山塔群”中则不包括巾山西小塔。